# Ablerus
Ablerus – rodzaj błonkówek z nadrodziny bleskotek. Jedyny przedstawiciel rodziny Azotidae.

## Taksonomia
Rodzaj ten został opisany w 1898 roku przez Lelanda Howarda, razem z siostrzanym rodzajem Azotus. Oba te taksony zostały zsynonimizowane w roku 1913 przez Alexandra Giraulta. W 1983 Mohammad Hayat rozdzielił je ponownie, zaś w 1985 Shaikh Adam Shafee i Syed Anser Rizvi z powrotem je połączyli.
Początkowo Ablerus był zaliczany do rodziny oścowatych (Aphelinidae) i umieszczany w osobnej rodzinie Azotinae, jednak badania filogenomiczne pozwoliły ustalić jego przynależność do osobnej, monotypowej rodziny Azotidae, siostrzanej do Signiphoridae.

## Boiologia i ekologia
Przedstawiciele rodzaju Ablerus zazwyczaj są nadparazytoidami błonkówek z rodzin oścowatych i Platygastridae będących parazytoidami piersiodziobych i piewików, rzadziej będąc pierwotnymi parazytoidami tych dwóch wymienionych grup. Niektóre gatunki rozwijają się również w jajach motyli lub pluskwiaków a także bywają one parazytoidami lub nadparyztoidami muchówek. Wiedza o żywicielach przedstawicieli tego rodzaju jest niekompletna.

## Systematyka
Obecnie do Ablerus zaliczane są 92 gatunki:

- Ablerus aegypticus
- Ablerus albicaput
- Ablerus aleuroides
- Ablerus aligarhensis
- Ablerus amarantus
- Ablerus americanus
- Ablerus aonidiellae
- Ablerus arboris
- Ablerus argentiscapus
- Ablerus atomon
- Ablerus baeusoides
- Ablerus beenleighi
- Ablerus bharathius
- Ablerus bicinctipes
- Ablerus bidentatus
- Ablerus bifasciatus
- Ablerus biguttatibiae
- Ablerus byroni
- Ablerus capensis
- Ablerus celsus
- Ablerus chionaspidis
- Ablerus chrysomphali
- Ablerus ciliatus
- Ablerus clisiocampe
- Ablerus connectens
- Ablerus crassus
- Ablerus delhiensis
- Ablerus diana
- Ablerus dozieri
- Ablerus elegantissimus
- Ablerus elegantulus
- Ablerus emersoni
- Ablerus fasciarius
- Ablerus gargarae
- Ablerus gratus
- Ablerus grotiusi
- Ablerus hastatus
- Ablerus howardii
- Ablerus hyalinus
- Ablerus impunctatipennis
- Ablerus inquirenda
- Ablerus lepidus
- Ablerus leucopidis
- Ablerus longfellowi
- Ablerus macchiae
- Ablerus macilentus
- Ablerus macrochaeta
- Ablerus magistrettii
- Ablerus miricilia
- Ablerus molestus
- Ablerus nelsoni
- Ablerus novicornis
- Ablerus nympha
- Ablerus palauensis
- Ablerus pan
- Ablerus perfuscipennis
- Ablerus perspeciosus
- Ablerus peruvianus
- Ablerus piceipes
- Ablerus pinifoliae
- Ablerus pius
- Ablerus plesius
- Ablerus plinii
- Ablerus poincarei
- Ablerus promacchiae
- Ablerus pulcherrimus
- Ablerus pulchriceps
- Ablerus pullicornis
- Ablerus pumilus
- Ablerus punctatus
- Ablerus rhea
- Ablerus romae
- Ablerus saintpierrei
- Ablerus separaspidis
- Ablerus sidneyi
- Ablerus similis
- Ablerus socratis
- Ablerus socrus
- Ablerus speciosus
- Ablerus stylatus
- Ablerus totifuscipennis
- Ablerus unnotipennis
- Ablerus venustulus
- Ablerus williamsi